# Der Rheintaler

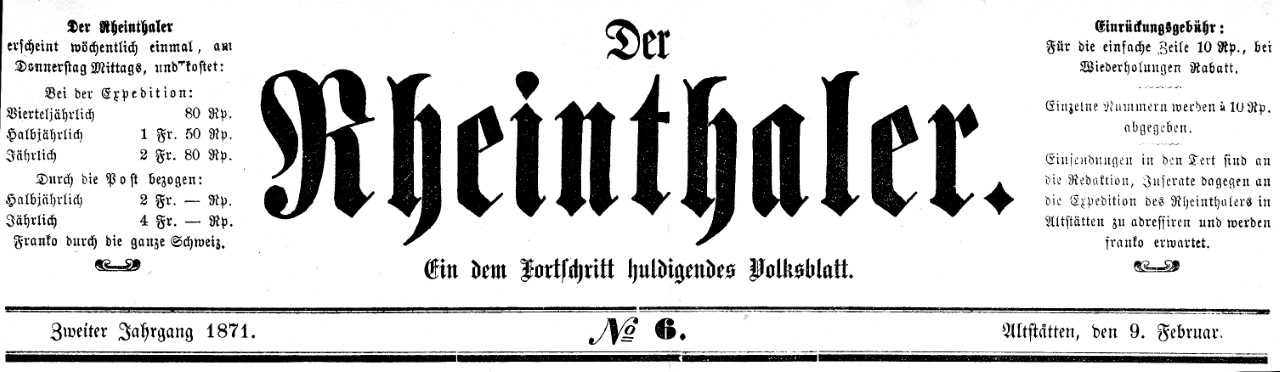
Der Rheintaler, Ausgabe vom 9. Februar 1871

Der Rheintaler ist eine Ostschweizer Lokalzeitung. Sie erscheint von Montag bis Samstag für die 13 Gemeinden des Wahlkreises Rheintal (Rheineck bis Rüthi) und das Appenzeller Vorderland, namentlich die Gemeinden Wolfhalden, Lutzenberg, Walzenhausen, Reute, Oberegg und Heiden. Seit 1998 erscheint «Der Rheintaler» mit dem Mantel des «St. Galler Tagblatts» als Vollzeitung mit ausgebautem Ausland-, Inland- und Wirtschaftsteil. Freitags ist der Lokalteil der Zeitung mit «Rheintaler Weekend» betitelt; der Regionalteil wird dann jeweils in alle Haushaltungen des Einzugsgebietes verteilt; diese Grossauflage beträgt 38’069 Exemplare (WEMF-beglaubigt 2019).
«Der Rheintaler» wird seit 2019 von der Galledia Regionalmedien AG herausgegeben, einer Tochtergesellschaft der galledia group ag (vormals Rheintal Medien AG).
Die Herausgeberin der Tageszeitung «Der Rheintaler» ist unternehmerisch und kapitalmässig eigenständig. Ebenso ist die redaktionelle Unabhängigkeit der Rheintaler Lokalzeitung gewahrt. So hat «Der Rheintaler» eine eigene Chefredaktion. Die Zusammenarbeit mit dem «St. Galler Tagblatt» umfasst im Wesentlichen den Bezug des überregionalen Mantelteils, die Verwendung des gleichen Redaktionssystems sowie den Druck der Zeitung im Druckzentrum in Winkeln. Mit dem «St. Galler Tagblatt» verbindet die galledia group ag ein Kooperationsvertrag.
Die «Rheintalische Volkszeitung» – umgangssprachlich oft als «Volkszeitung» bezeichnet – erscheint mit einem Lokalteil, der mit jenem des «Rheintalers» weitgehend identisch ist. Die «Rheintalische Volkszeitung» wird ebenfalls von der Galledia Regionalmedien AG herausgegeben. Die Redaktion für «Rheintaler» und «Rheintalische Volkszeitung» ist die gleiche. Dieselbe Redaktion betreut zudem die kostenpflichtige Online-Plattform «rheintaler.ch»

## Chefredaktoren
Vor und nach dem Zweiten Weltkrieg war während über zwei Jahrzehnten Willy Rohner für den redaktionellen Inhalt der Tageszeitung «Der Rheintaler» verantwortlich (1934–1937; 1939–1957). Ihm folgte 1957 Hans Müller, der bis in die Achtzigerjahre für die Redaktion tätig war und lange Zeit zusammen mit Hans Andres ein Redaktorenduo bildete. In der zweiten Hälfte der Siebzigerjahre wirkte Eduard Nacht als Chefredaktor; die Redaktion bestand nun erstmals aus einem mehrköpfigen Team. Von 1979 bis 1992 führte Markus Löliger die «Rheintaler»-Redaktion, ihm folgten Hansruedi Wieser (1996–1999) und Elmar Hürlimann (1999–2002). Zwischen April 2002 und August 2024 war Gert Bruderer als Chefredaktor tätig. Seither amtet Andreas Rüdisüli als Leiter Publizistik und Chefredaktor.